# Embassy Hill-olyckan
Embassy Hill-olyckan inträffade den 29 november 1975, då den tidigare Formel 1-mästaren och racingstallägaren Graham Hill avled, då han kraschade med ett Piper Aztec-plan som han flög, nära Arkley i Hertfordshire, Storbritannien, när han var på väg till Elstree Airfield. De övriga fem passagerarna ombord, som utgav kärnan i racingstallet Embassy Hill, förolyckades också.
Gruppen återvände från en resa till södra Frankrike för att testa nya Hill GH2, en månad efter slutet av Formel 1-säsongen 1975. Olyckan inträffade på natten och det rådde dimmiga förhållanden i området. En undersökning av kraschen var otydlig, men pilotfel ansågs vara den troligaste förklaringen.

## Bakgrund
Den 28 november, dagen före olyckan, hade Hill flugit till Le Castellets flygplats, bredvid Circuit Paul Ricard i södra Frankrike. Ombord fanns fem andra medlemmar i Embassy Hill-teamet: mekanikern Tony Alcock, föraren Tony Brise, stallchefen Ray Brimble, mekanikern Terry Richards och bildesignern Andrew Smallman.
Gruppen var på Circuit Paul Ricard för att testa lagets nya bil Hill GH2. De planerade att återvända den 30 november, men testet avkortades. Fotografen Antony Armstrong-Jones (Lord Snowdon) hade övervägt att flyga med gruppen, men avstod eftersom han kände att han redan hade tagit tillräckligt med fotografier.